# Borissovo (métro de Moscou)
Pour les articles homonymes, voir Borissovo.
Borissovo (en russe : Бори́сово et en anglais : Borisovo) est une station de la ligne Lioublinsko-Dmitrovskaïa (ligne 10 verte) du métro de Moscou, située sur le territoire du raïon Brateïevo dans le district administratif sud de Moscou.

## Situation sur le réseau
Établie en souterrain, à 10 mètres sous le niveau du sol, la station Borissovo est située au point 0203+00 de la ligne Lioublinsko-Dmitrovskaïa (ligne 10 verte), entre les stations Marino (en direction de Petrovsko-Razoumovskaïa) et Chipilovskaïa (en direction de Ziablikovo).